# 2018년 동계 올림픽 조선민주주의인민공화국 선수단
2018년 동계 올림픽 조선민주주의인민공화국 선수단은 대한민국 평창군에서 개최된 2018년 동계 올림픽에 참가한 올림픽 조선민주주의인민공화국 선수단이다. 지난 대회인 2014년 소치 올림픽에 불참한 뒤 다시 동계 올림픽에 복귀했다.
이 대회에서 조선민주주의인민공화국은 남자 7명, 여자 15명에 총 22명의 선수가 다섯 가지 종목에 참가했다. 다만 여기서 여자 아이스하키 선수 12명의 경우 대한민국 여자 아이스하키 국가대표팀에 엔트리를 포함하는 방식으로 남북단일팀을 구성해, 해당 경기상에서는 남북 단일 선수단을 구성하했다.

## 참가 선수
다음은 각 종목별 참가선수 현황이다.
| 종목         | 남자 | 여자 | 총합 |
| ------------ | ---- | ---- | ---- |
| 쇼트트랙     | 2    | 0    | 2    |
| 아이스하키   | 0    | 12   | 12   |
| 알파인스키   | 2    | 1    | 3    |
| 크로스컨트리 | 2    | 1    | 3    |
| 피겨스케이팅 | 1    | 1    | 2    |
| 총합         | 7    | 15   | 22   |

## 메달 집계
| 종목 | 1 | 2 | 3 | 합계 |
| 합계 |   |   |   |      |

## 종목별 성적

### 쇼트트랙 스피드 스케이팅
| 선수   | 세부 종목  | Heat | Heat | 준결승 | 준결승 | 결승 | 결승 | 각주 |
| 선수   | 세부 종목  | 시간 | 순위 | 시간   | 순위   | 시간 | 순위 | 각주 |
| 최은성 | 남자 500m  |      |      |        |        |      |      |      |
| 정광범 | 남자 1500m |      |      |        |        |      |      |      |

### 알파인 스키
| 선수   | 세부 종목   | Run 1 | Run 1 | Run 2 | Run 2 | 합계 | 합계 |
| 선수   | 세부 종목   | 시간  | 순위  | 시간  | 순위  | 시간 | 순위 |
| 조명광 | 남자 대회전 |       |       |       |       |      |      |
| 조명광 | 남자 회전   |       |       |       |       |      |      |
| 강성일 | 남자 대회전 |       |       |       |       |      |      |
| 강성일 | 남자 회전   |       |       |       |       |      |      |
| 김련향 | 여자 대회전 |       |       |       |       |      |      |
| 김련향 | 여자 회전   |       |       |       |       |      |      |

### 크로스컨트리 스키
| 선수   | 세부 종목             | 결선 | 결선 | 결선 |
| 선수   | 세부 종목             | 시간 | 차이 | 순위 |
| 한춘경 | 남자 15 km 프리스타일 |      |      |      |
| 박일철 | 남자 15 km 프리스타일 |      |      |      |
| 리영금 | 여자 10 km 프리스타일 |      |      |      |

### 피겨 스케이팅
| 선수          | 세부 종목 | 쇼트 프로그램 | 쇼트 프로그램 | 프리 스케이팅 | 프리 스케이팅 | 합계   | 합계 |
| 선수          | 세부 종목 | 점수          | 순위          | 점수          | 순위          | 점수   | 순위 |
| 렴대옥 김주식 | 페어      | 69.40         | 11            | 124.23        | 12            | 193.63 | 13   |

## 같이 보기
- 한반도 분쟁
- 남북 관계
- 조선민주주의인민공화국 여자 아이스하키 국가대표팀
- 스포츠와 정치